# Lucjan Rydel

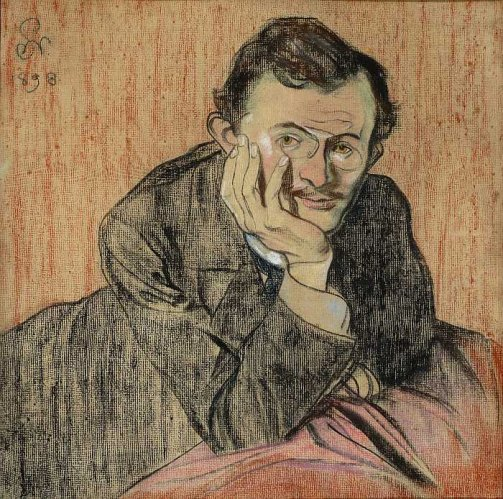
Stanisław Wyspiański, Lucjan Rydel.

Lucjan Antoni Feliks Rydel, född 17 maj 1870 i Kraków, död 8 april 1918 i Bronowice Małe vid Kraków, var en polsk skald. 
Rydel väckte stort uppseende med sitt av Gerhart Hauptmanns "Die versunkene Glocke" något påverkade allegoriska skådespel Zaczarowane koło (1900, "Trollhjulet") med nationellt typiska figurer och scener i fantastisk sagostil. År 1902 utkom två delar Utwory dramatyczne ("Dramatiska alster") och året därpå det nationella sorgespelet Na zawsze ("För alltid", svensk översättning av Alfred Jensen i "Polska skalder", IV, spelat på Dramaten). 
I Betlejem polskie (1905) omarbetade Rydel konstnärligt gamla polska krubbspel vid julen och upptog i Pan Twardowski (1906) det gamla polska "Faust"-stoffet. Dessutom utgav han en monografi över drottning Hedvig av Polen (Królowa Jadwiga, 1910) och inledde en översättning av Iliaden. Han övergick senare till den historisk-nationella dramatiken med trilogin Zygmunt August (1913).